# Trubenhausen

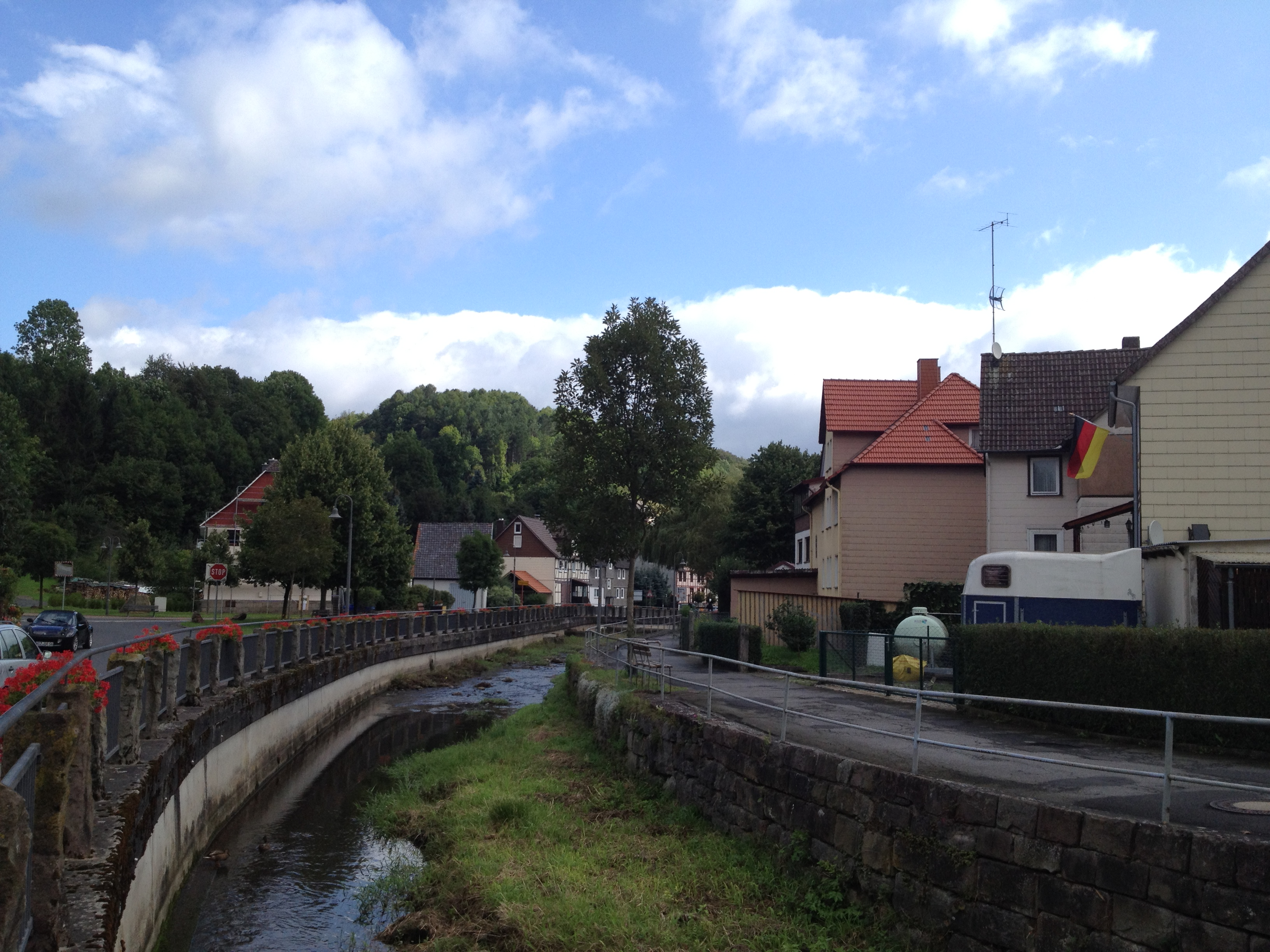
Die Gelster in Trubenhausen

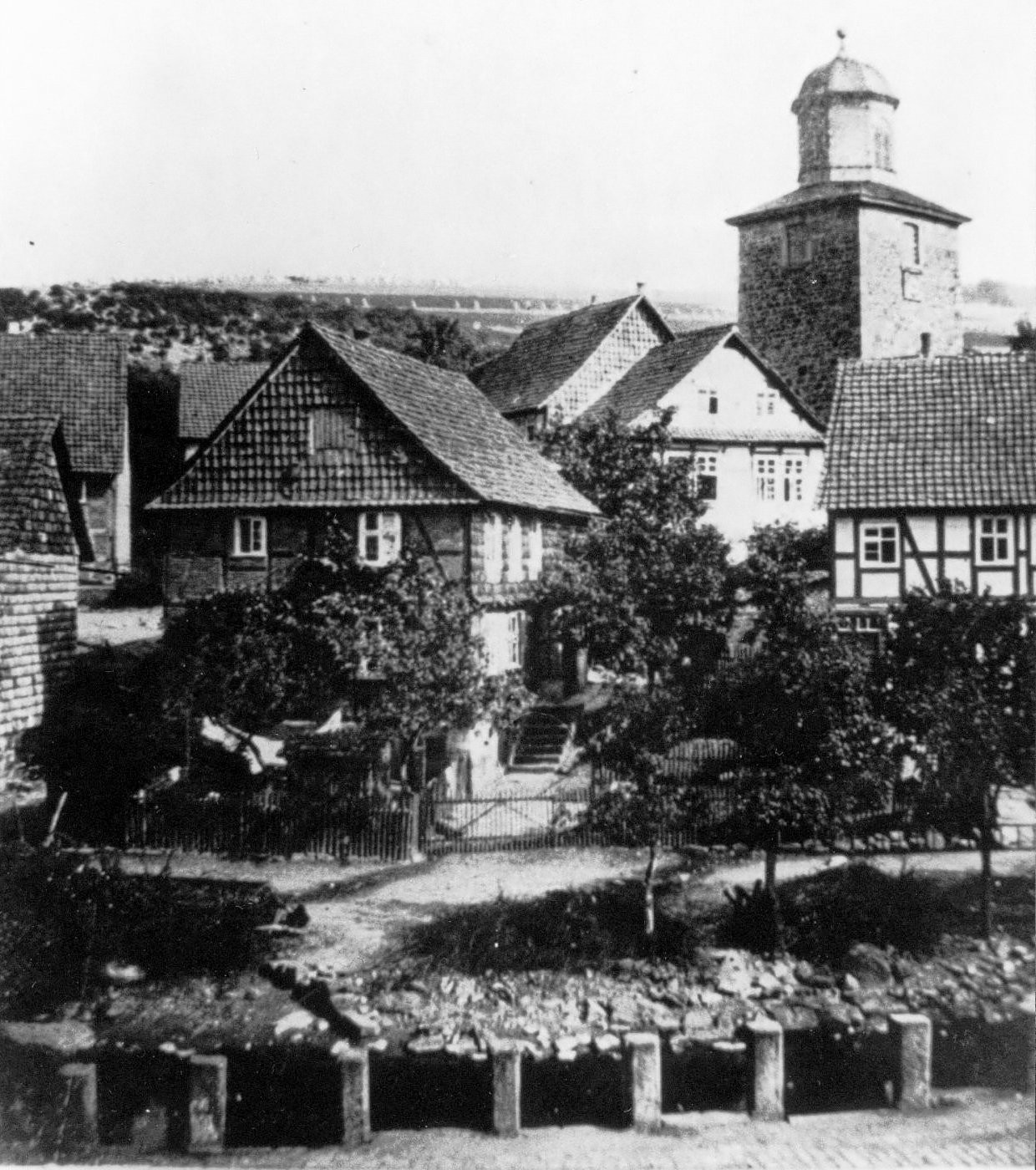
Trubenhausen und Gelster (1902)

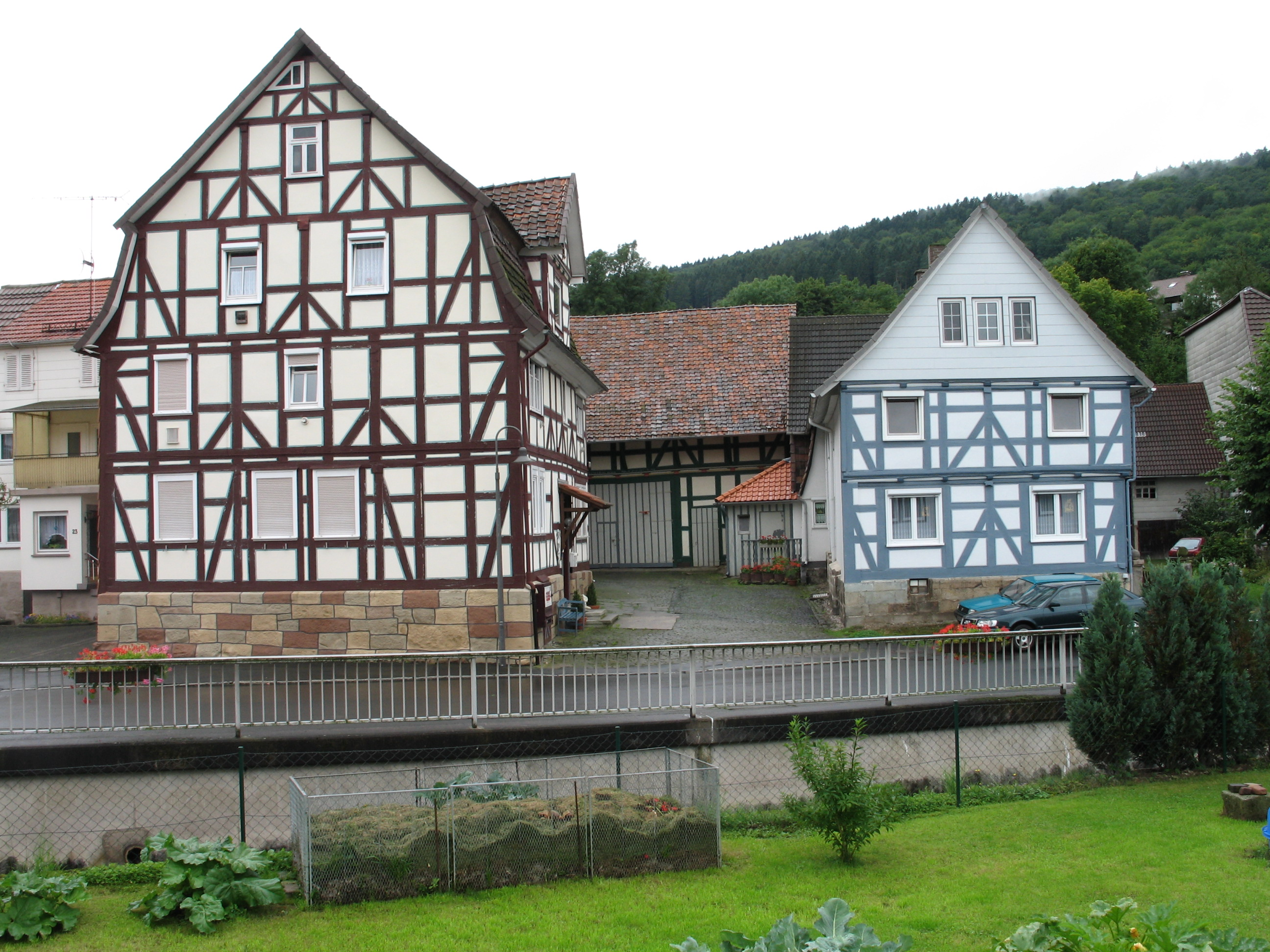
Fachwerkhäuser in Trubenhausen

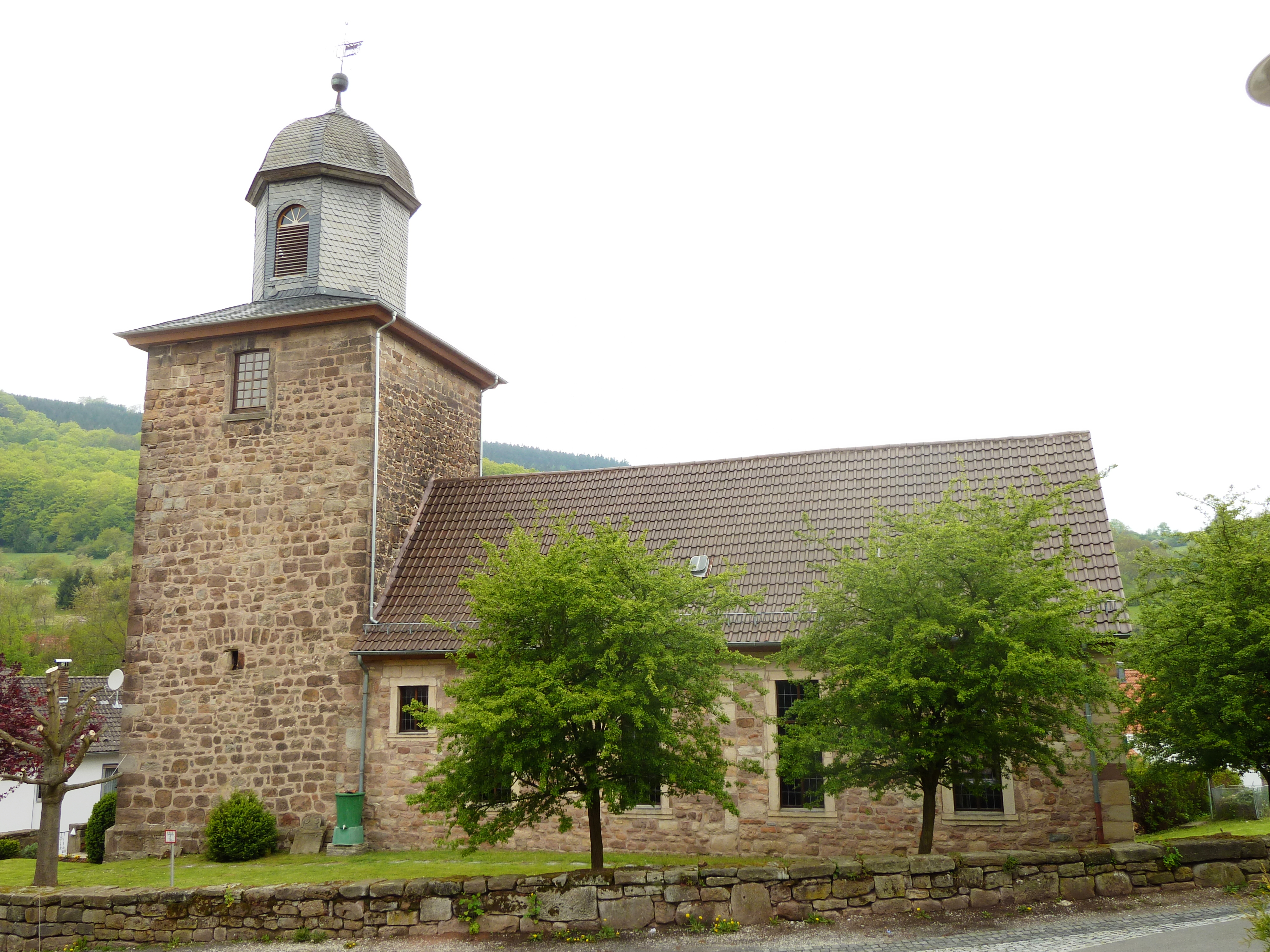
Dorfkirche von Trubenhausen

Trubenhausen ist ein Stadtteil von Großalmerode im nordhessischen Werra-Meißner-Kreis.

## Geographie
Trubenhausen befindet sich zwischen dem Kaufunger Wald (643,4 m) mit dem Langenberg (565 m) im Nordwesten und dem Bergmassiv Hoher Meißner (753,6 m) im Südosten 3,7 km ostnordöstlich der Kernstadt von Großalmerode, 2 km nordnordöstlich von Uengsterode (zu Großalmerode) und 3 km südsüdwestlich von Hundelshausen (zu Witzenhausen). Durch das am Werra-Zufluss Gelster gelegene Dorf führt im Abschnitt Großalmerode–Trubenhausen–Hundelshausen die Bundesstraße B 451. Trubenhausen liegt im Geo-Naturpark Frau-Holle-Land.

## Geologie
Während südöstlich, dem Hohen Meißner zugewandt, oberflächlich eher kalkhaltige Böden vorherrschen, befinden sich nordwestlich, dem Kaufunger Wald zugewandt, zusätzlich deutliche Sandsteineinflüsse. Die Landschaft ist durch den Einbruch des Gelstergrabens entstanden.

## Geschichte

### Ortsgeschichte
Die Besiedlung des Gelstertales fand von der Werra von Witzenhausen aus statt. Nach jetzigem Kenntnisstand wurde Trubenhausen erstmals am 4. Juli 1271 in einem Rechtsstreit um Güter zu Armsfeld bei Bad Wildungen (Armbratisfelde) erwähnt. Es wurde in Kassel (Cassele) vor Gisco von Zierenberg (Ciginberg) verhandelt. Kläger war Eckehard von Münden (Gemunden), genannt rufus (der Rote). Beklagte war Kloster Haina. Unter zehn aufgeführten Zeugen wird Johann von Trubinhusen (Trubenhausen) genannt (Actum in Cassele, in translatione sancti Martini anno domini 1271).
Schätzungsweise dürfte die Siedlung um 1000 entstanden sein. Indiz sind die Endung „Hausen“ und die Tatsache, dass es zwischen Trubenhausen und Weißenbach die Gelsterburg gab, von der noch heute Wallgräben und Fundamente zu sehen sind. Wehr und Sicherungsburgen dieser Art wurden zwischen 1050 und 1150, also zur Zeit Otto des Großen und zur Zeit des Hohenstaufers Friedrich I. (Kaiser Barbarossa) angelegt. 1111 wird einen ‚Steinwurf’ nördlich von Trubenhausen die Siedlung Asmareshusen (Asmarshausen) genannt, welche später wüst liegen blieb.
Trubenhausen gehörte 1585 bis 1623 denen von Berge, die auf der Vogtei Rückerode ansässig waren und die Landeshoheit Hessens ausübten. Gerichtsstand war der Ludwigstein, später Großalmerode, dann Witzenhausen, seit 2005 Eschwege.
Mit Exportbeginn des „Soodener Salzes“ und der Braunkohle am Hohen Meißner und Hirschberg stieg der Wohlstand in der Gemeinde. Die Bauern hatten ein einträgliches Geschäft im Fuhrbetrieb. Es gründeten sich rund um den Fuhrbetrieb eine Anzahl Kleinbetriebe und zugehörige Dienstleister.
Die Kirche stand unter dem Archidiakonat Heiligenstadt. Sie ist als Wehrkirche gebaut und deutet mit ihren romanischen Fenstern, von denen noch ein zugemauertes in der Südwand größtenteils erhalten ist, auf die Entstehung in der Zeit um 1100 hin. Sie war 1585 selbständige Pfarrei und dann bis zur Einführung der Verbesserungspunkte mit Uengsterode verbunden. Danach gehörte Trubenhausen bis 1756 zur Pfarrei Hundelshausen. Seitdem ist sie Vikariat von Laudenbach.
Bis 1623, dem Aussterben der männlichen Linie derer von Berge zu Rückerode, fungierten diese als Patrone. Ob Dietrich von Berge zu Rückerode einer der Letzten war oder ist, ist auf der Grabplatte im Kirchturm wegen fehlender Jahresangabe nicht vermerkt. Sicher scheint jedoch, dass er auf dem Kirchhof begraben wurde. Trubenhausen gehörte bis 1821 zum hessischen Amt Ludwigstein/Witzenhausen und danach zum Landkreis Witzenhausen. Während der französischen Besetzung gehörte der Ort zum Kanton Sooden im Königreich Westphalen (1807–1813).
Zum 1. Januar 1974 wurde die bis dahin selbständige Gemeinde Trubenhausen im Zuge der Gebietsreform in Hessen kraft Landesgesetz in die Stadt Großalmerode eingegliedert. Für Trubenhausen wie für alle nach Großalmerode eingegliederten Gemeinden sowie für die Kernstadt wurden Ortsbezirke mit Ortsbeirat und Ortsvorsteher nach der Hessischen Gemeindeordnung gebildet.

### Katastrophen
Bedingt durch die Enge des Gelstertales und des im Quellgebiet relativ großen Einzugsbereich wird der Ort immer wieder von schweren Überschwemmungen heimgesucht. Die letzten bekannten Jahreszahlen sind: 1895 im Juni, 1909 am 30. Januar, 1961 am 15. April und 1981 am 3. Juni. Die älteste, nachweislich bekannte Katastrophe ist ein Erdrutsch am 15. Januar 1682. Drei Häuser wurden vollständig überschüttet. 12 Menschenleben waren zu beklagen.
Knapp drei Jahre später, am 28. Oktober 1684 forderte ein Unglück mindestens weitere vier Menschenleben. In einer Chronik Plüger ist nach Angaben der Schulchronik Trubenhausens folgendes vermerkt: Am 28. Oktober 1684 sind dem Einwohner Johannes Wilhelm zu Trubenhausen, dessen Eidam sammt Weib und Kinder in der durch den Erdfall bedeckten Mühle erstickt und ums Leben gekommen.

### Mühlen
Nach den Aufzeichnungen der Vorbeschreibung des Spezial Steuer Katasters der Gemeinde Trubenhausen vom 26. Oktober 1837 gab es zwei Mühlen. Zum einen die Obermühle, welche 1641 von Nöting erbaut wurde und zweitens die Untermühle, welche Joseph 1800 an Behrens verkaufte.
Die Obermühle wurde zweimal stillgelegt und wechselte mehrfach den Besitzer. Seit 1887 wurde sie industriell genutzt. Erst als Zementfabrik, dann zur Herstellung wasserdichter Farben. Später und bis zuletzt zur Knochenverwertung (Fettentzug). In dieser Zeit wurde das Mühlrad durch eine Turbine ersetzt. Neuerdings wird das Anwesen als Reiterhof bewirtschaftet. Das Wasserrecht ist erloschen.
Die Untermühle ist als solche bestehen geblieben. 1879 durch Feuer vernichtet, wurde sie 1881 wieder aufgebaut. Die Besitzer wechselten zweimal. 1910 erfolgte ein Umbau auf zwei Walzenstühle und einen Schrotgang. Eine stationäre hochleistungsfähige Dreschmaschine wurde in Betrieb genommen. Die Mühle ist zurzeit stillgelegt. Das Wasserrecht besteht nicht mehr.

## Bevölkerung
In den 1990er Jahren stieg die Einwohnerzahl infolge des Zuzuges deutschstämmiger Bürger aus Russland und Polen zeitweise auf etwa 600 Einwohner.

### Einwohnerstruktur 2011
Nach den Erhebungen des Zensus 2011 lebten am Stichtag, dem 9. Mai 2011 in Trubenhausen 390 Einwohner. Darunter waren 6 (0,8 %) Ausländer.
Nach dem Lebensalter waren 48 Einwohner unter 18 Jahren, 147 zwischen 18 und 49, 96 zwischen 50 und 99 und 225 Einwohner waren älter. Die Einwohner lebten in 174 Haushalten. Davon waren 42 Singlehaushalte, 57 Paare ohne Kinder und 60 Paare mit Kindern, sowie 12 Alleinerziehende und keine Wohngemeinschaften. In 36 Haushalten lebten ausschließlich Senioren und in 105 Haushaltungen lebten keine Senioren.

### Einwohnerentwicklung
| Quelle: Historisches Ortslexikon |                                                                    |
| • 1569:                          | 36 Hausgesesse                                                     |
| • 1575/85:                       | 40 Hausgesesse                                                     |
| • 1681:                          | 45 Hausgesesse                                                     |
| • 1747:                          | 49 Mannschaften mit 49 Feuerstellen                                |
| • 1961:                          | 506 evangelische (= 83,36 %), 95 katholische (= 15,65 %) Einwohner |

| Trubenhausen: Einwohnerzahlen von 1748 bis 2019 | Trubenhausen: Einwohnerzahlen von 1748 bis 2019 | Trubenhausen: Einwohnerzahlen von 1748 bis 2019 | Trubenhausen: Einwohnerzahlen von 1748 bis 2019 | Trubenhausen: Einwohnerzahlen von 1748 bis 2019 |
| --- | ----------------------------------------------- | ----------------------------------------------- | ----------------------------------------------- | ----------------------------------------------- |
| Jahr |                                                 |                                                 |                                                 | Einwohner                                       |
| 1748 | 1748                                            |                                                 | 235                                             | 235                                             |
| 1800 | 1800                                            |                                                 | ?                                               | ?                                               |
| 1834 | 1834                                            |                                                 | 422                                             | 422                                             |
| 1840 | 1840                                            |                                                 | 460                                             | 460                                             |
| 1846 | 1846                                            |                                                 | 480                                             | 480                                             |
| 1852 | 1852                                            |                                                 | 442                                             | 442                                             |
| 1858 | 1858                                            |                                                 | 391                                             | 391                                             |
| 1864 | 1864                                            |                                                 | 422                                             | 422                                             |
| 1871 | 1871                                            |                                                 | 441                                             | 441                                             |
| 1875 | 1875                                            |                                                 | 450                                             | 450                                             |
| 1885 | 1885                                            |                                                 | 429                                             | 429                                             |
| 1895 | 1895                                            |                                                 | 409                                             | 409                                             |
| 1905 | 1905                                            |                                                 | 426                                             | 426                                             |
| 1910 | 1910                                            |                                                 | 455                                             | 455                                             |
| 1925 | 1925                                            |                                                 | 465                                             | 465                                             |
| 1939 | 1939                                            |                                                 | 472                                             | 472                                             |
| 1946 | 1946                                            |                                                 | 767                                             | 767                                             |
| 1950 | 1950                                            |                                                 | 733                                             | 733                                             |
| 1956 | 1956                                            |                                                 | 652                                             | 652                                             |
| 1961 | 1961                                            |                                                 | 607                                             | 607                                             |
| 1967 | 1967                                            |                                                 | 571                                             | 571                                             |
| 1970 | 1970                                            |                                                 | 528                                             | 528                                             |
| 1980 | 1980                                            |                                                 | ?                                               | ?                                               |
| 1990 | 1990                                            |                                                 | ?                                               | ?                                               |
| 2005 | 2005                                            |                                                 | 507                                             | 507                                             |
| 2009 | 2009                                            |                                                 | 433                                             | 433                                             |
| 2011 | 2011                                            |                                                 | 390                                             | 390                                             |
| 2019 | 2019                                            |                                                 | 378                                             | 378                                             |
| Datenquelle: Historisches Gemeindeverzeichnis für Hessen: Die Bevölkerung der Gemeinden 1834 bis 1967. Wiesbaden: Hessisches Statistisches Landesamt, 1968. Weitere Quellen: bis 1970; Stadt Großalmerode; Zensus 2011{ |                                                 |                                                 |                                                 |                                                 |

## Politik
Für Trubenhausen besteht ein Ortsbezirk (Gebiete der ehemaligen Gemeinde Weißenbach) mit Ortsbeirat und Ortsvorsteher nach der Hessischen Gemeindeordnung.
Der Ortsbeirat besteht aus fünf Mitgliedern. Bei den Kommunalwahlen in Hessen 2021 betrug die Wahlbeteiligung zum Ortsbeirat 57,19 %. Es erhielten die SPD mit 84,33 % vier Sitze und die CDU mit 15,67 % einen Sitz. Der Ortsbeirat wählte Jürgen Stache zum Ortsvorsteher.

## Kirche
Der Kirchhof ist mit einer Trockenmauer aus Sandstein gefasst. Während der Sanierung 1988 wurden etliche romanische Fensterschlusssteine mit ausgehauenen Bögen gefunden, die vermutlich bei den Herstellungsarbeiten der neueren Rechteckfenster aussortiert wurden. Der westliche Hofzugang lag ursprünglich etwa drei Meter südlicher als heute.

## Wirtschaft und Infrastruktur

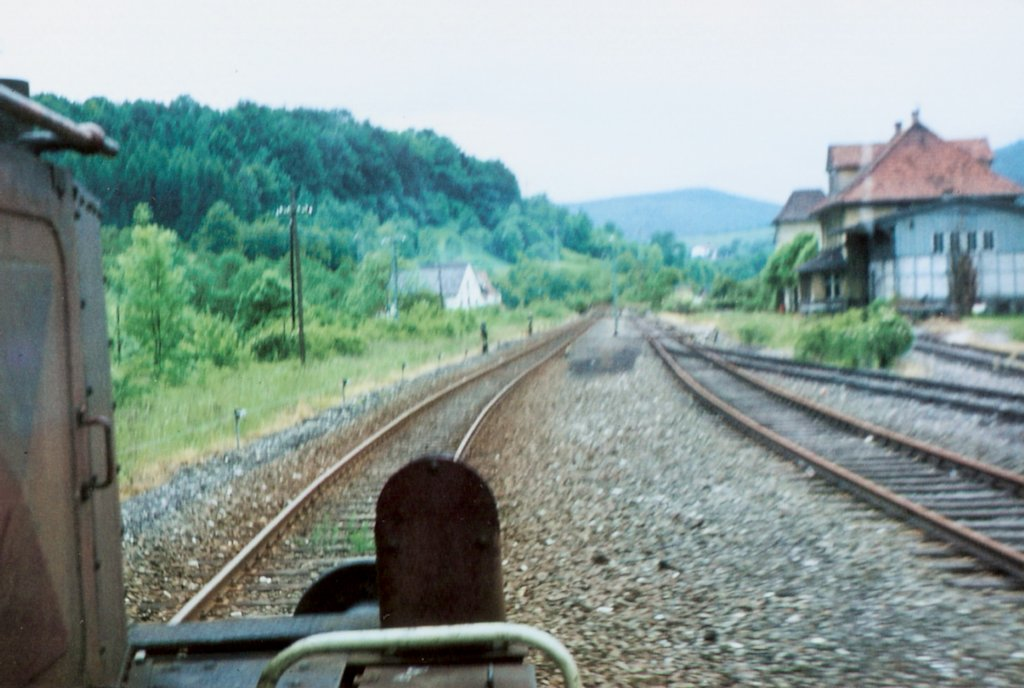
Ehem. Bahnhof Trubenhausen

Die Böden sind wie im ganzen mittleren und oberen Gelstertal karg, weshalb die Landwirtschaft wenig ertragreich ist. Im Zuge des Fuhrbetriebes nahm der Wohlstand deutlich zu. Im 19. Jahrhundert setzte eine bescheidene Industrialisierung ein, die sich im 20. Jahrhundert fortsetzte. Zu nennen sind Fa. Spieß & Ey mit etwa 50 Beschäftigten, Fa. Pflüger & Söhne mit bis 30 Beschäftigten und das Kalkwerk mit bis zu 70 Beschäftigten. Eine Fa. wurde ersatzlos abgebrochen, die beiden anderen Fa. wurden stillgelegt und werden anderweitig mit deutlich geringerer Beschäftigungszahl genutzt.
Die Gemeinde baute 1908–1910 eine neue Schule, die Stromversorgung hielt Einzug, 1911 wurden die Trinkwasserquelle gefasst und zugehörige Wasserleitungen verlegt, der Ort wurde teilweise kanalisiert. Die Berliner Heerstraße, heute Hauptstr., war 1903 bereits gepflastert, die Gelster und das Wehr werden 1934 gefasst und errichtet. 1955 wird ein Schwimmbad gebaut, zehn Jahre später das Dorfgemeinschaftshaus. Zu diesem Zeitpunkt ist beinahe der ganze Ort kanalisiert und die meisten Straßen gepflastert oder mit einer Schwarzdecke versehen. Ab ca. 1960 wird allmählich ein landwirtschaftlicher Nebenerwerbsbetrieb nach dem anderen aufgegeben. Diese Einkommensquelle wird heute nur noch von einzelnen Familien genutzt. Ackerböden wurden in Wiesen gewandelt, auf denen Kühe und eine große Zahl Pferde weiden. Alle Häuser sind seit 1975 an das öffentliche Kanalsystem angeschlossen. Der Wohn- und Freizeitwert hat deutlich zugenommen, obwohl Post und Bahn ausgelagert wurden. Neben dem Gelstertal wird der Ort von weiteren drei Tälern geprägt. Der Wald reicht wie eine Klammer dicht an die Ortslage. 
Durch Trubenhausen führt die B 451, die im Westen an die B 7 und im Norden an die B 27 anschließt. Zum Oberzentrum Kassel sind es etwa 30 und nach Göttingen etwa 40 Autominuten.